# Shane Rimmer
Shane Rimmer (Toronto, 28 mei 1929 – Potters Bar, 29 maart 2019) was een Canadese acteur en stemacteur. Hij is vooral bekend geworden als de stem van Scott Tracy in de Britse serie Thunderbirds.

## Biografie
Rimmer verhuisde in de jaren vijftig naar het Verenigd Koninkrijk, waar hij geregeld bijrollen speelde in films en televisieseries. Zo was hij te zien in de films 2001: A Space Odyssey, Rollerball, Crusoe, Dr. Strangelove, The Spy Who Loved Me, Out of Africa, The Hunger en Gandhi. Recentere rollen van hem waren in Spy Game en Batman Begins. In de beginjaren van zijn carrière vertolkte hij een aantal rollen waarvoor hij nooit vermelding kreeg, zoals in de films Diamonds Are Forever, You Only Live Twice en ook Star Wars. Hij is de acteur die de meeste verschillende rollen in de James Bondfilms heeft gespeeld.
Rimmer werkte lange tijd samen met Gerry Anderson. Tevens schreef hij mee aan de series Captain Scarlet en Joe 90, waarin hij de stemmen van enkele bijpersonages deed. Hij had ook een gastrol in Andersons liveactionserie UFO.
Rimmer heeft bovendien meegespeeld in Doctor Who en Coronation Street.